# Besetzen (Kleidung)
Unter Besetzen versteht man in der Herrenkonfektion Streifen aus Oberstoff, die dazu dienen, diejenigen Stellen am gefütterten Kleidungsstück im Aussehen zu verbessern, die beim geschlossenen Tragen nicht sichtbar sind, aber beim Öffnen leicht hervorschauen können.
Dies sind die Vorderkanten, die Innenseiten der Schlitze, der Taschen und der Ärmelenden bei Sakkos, Kostümen und Anderem. An den Ärmelenden sind Besatze immer angeschnitten und müssen ausreichend breit sein, damit der Ärmel im Bedarfsfall verlängert werden kann.